# Fancsika
Fancsika (ukránul Фанчикове [Fancsikove], oroszul Фанчиковo [Fancsikovo], szlovákul Fančiková) falu Ukrajnában, Kárpátalján, a Beregszászi járásban.

## Fekvése
Nagyszőlőstől 7 km-re délnyugatra fekszik, a Tisza jobb partján, attól 2 km-re. Csonkás és Tiszasásvár tartozik hozzá.

## Nevének eredete
Nevét valószínűleg a Hontpázmány nemzetségbeli Fancsika (Fouchka) ispánról kapta.

## Története
A falu nevét 1303-ban említette először oklevél, majd 1356-ban Fanchika alakban írták.
Első ismert birtokosa a Hontpázmány nemzetségből származó Famcsika ispán volt, aki Márton nevű testvérének engedte át a birtokot. Márton leszármazottai voltak a fancsikai nemesek.
A századok során többször pusztult el és épült újjá. Református temploma a 14. században épült gótikus stílusban. 1560-ban a reformátusoké lett, de az ellenreformációval két halálos áldozatot követelő harc után visszakerült a katolikusokhoz. Később elpusztult.
1910-ben 924, túlnyomórészt magyar lakosa volt. A trianoni békeszerződésig Ugocsa vármegye Tiszáninneni járásához tartozott. Ma 1980 lakosából 1250 (60%) a magyar.

## Híres emberek
Vaszil Rácz (1961 született), volt Ukrán labdarúgó-középpályás. Két világbajnokságon vett részt a Szovjetunió labdarúgó-válogatottjával.

## Közlekedés
A települést érinti a Bátyú–Királyháza–Taracköz–Aknaszlatina-vasútvonal.

## Látnivalók
- Mai református templomát 1755-ben építették barokk stílusban. Tornya 1914-ben épült hozzá.
- Görögkatolikus temploma 1693-ban épült késő barokk stílusban.